# NGC 1299
NGC 1299 је спирална галаксија у сазвежђу Еридан која се налази на NGC листи објеката дубоког неба.
Деклинација објекта је - 6° 15' 43" а ректасцензија 3h 20m 9,6s. Привидна величина (магнитуда) објекта NGC 1299 износи 13,0 а фотографска магнитуда 13,8. NGC 1299 је још познат и под ознакама MCG -1-9-28, KUG 0317-064, IRAS 03176-0626, PGC 12466.